# 南嶺堯花刺皮節蜱
南嶺堯花刺皮節蜱（学名：Aculops wikstrolmiai）为節蜱科刺皮節蜱屬下的一个种。